# یاکوب روزانس
یاکوب روزانس (آلمانی: Jakob Rosanes؛ ۱۶ اوت ۱۸۴۲ – ۶ ژانویه ۱۹۲۲) یک ریاضی‌دان و شطرنج‌باز اهل آلمان که در زمینه هندسه جبری فعالیت می‌کند.